# Nouveaux Territoires
Les Nouveaux Territoires (en anglais: New Territories ou NT, en chinois traditionnel: 新界) sont l'un des trois secteurs principaux de la région administrative spéciale (RAS) de Hong Kong, avec l'île de Hong Kong et la péninsule de Kowloon.
Avec une superficie de 952 km2, ils constituent 80 % du territoire hongkongais et comprennent les territoires entourant l'île de Hong Kong et la péninsule de Kowloon, jusqu'à la rivière Shenzhen, qui délimite la frontière entre l'ancienne colonie britannique et la Chine continentale. Près de la moitié de la population de Hong Kong y vit. La plupart des îles périphériques de Hong Kong en font partie, notamment les îles de Cheung Chau, Lamma, Lantau et Peng Chau.
Plus tard, après la définition de New Kowloon à partir de la zone comprise entre Boundary Street et les Kowloon Ranges s'étendant de Lai Chi Kok (en) à Lei Yue Mun (en), et l'extension des zones urbaines de Kowloon, New Kowloon a été progressivement urbanisé et absorbé par Kowloon.
Les Nouveaux Territoires sont loués par le Royaume-Uni à la dynastie Qing en 1898 pour 99 ans à l'issue de la seconde Convention de Pékin (Convention pour l'extension du territoire de Hong Kong). À l'expiration du bail, la souveraineté est transférée à la république populaire de Chine en 1997, avec les territoires de l'île de Hong Kong et de la péninsule de Kowloon cédés par les Qing.
En 2011, la population des Nouveaux Territoires est de 3 691 093 habitants, avec une densité de population de 3 801 hab./km2.

## Histoire

### Location des Nouveaux Territoires

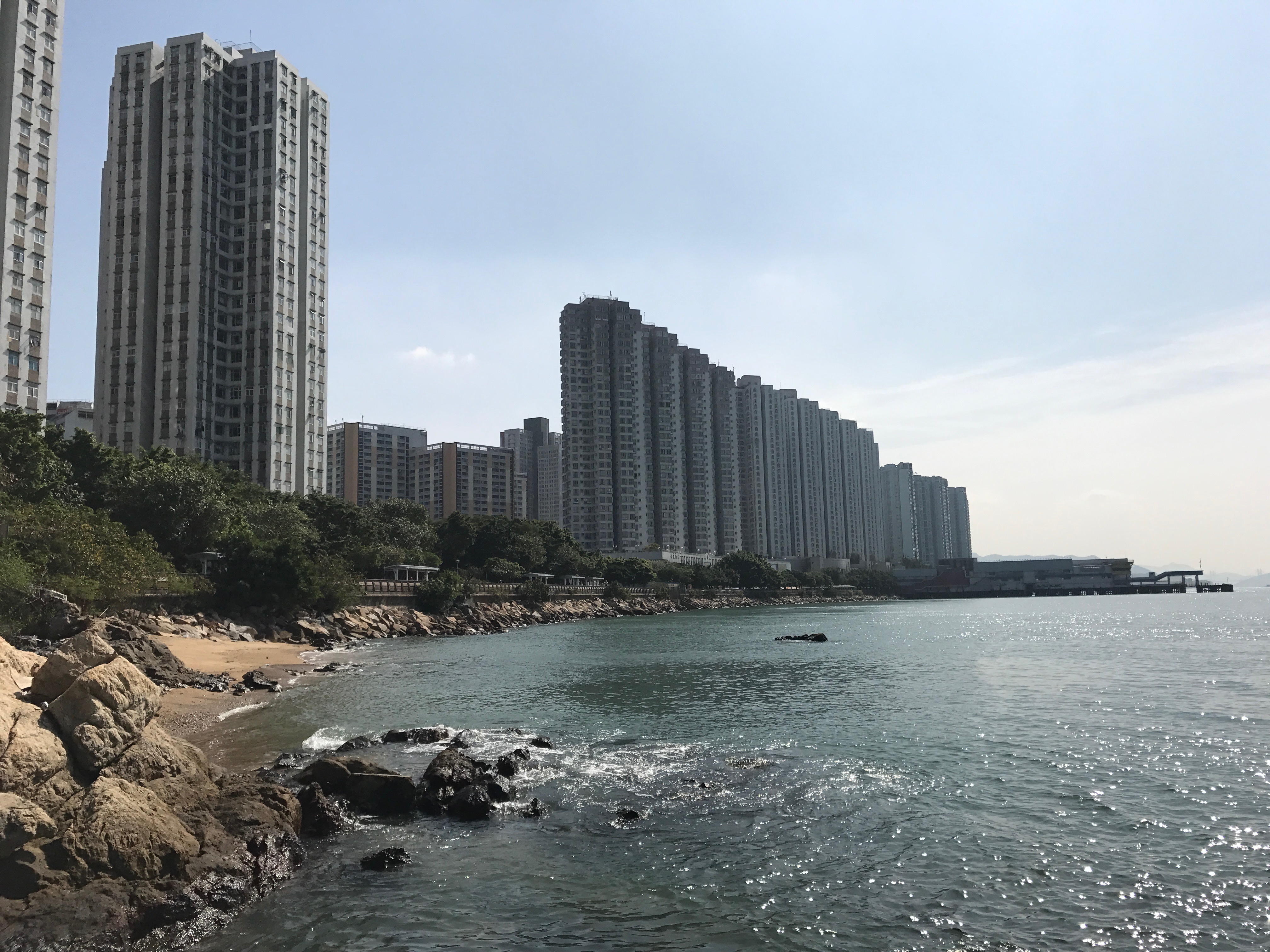
Butterfly Bay dans les Nouveaux Territoires

Drapeau du Conseil régional des Nouveaux Territoires, dissout le 31 décembre 1999

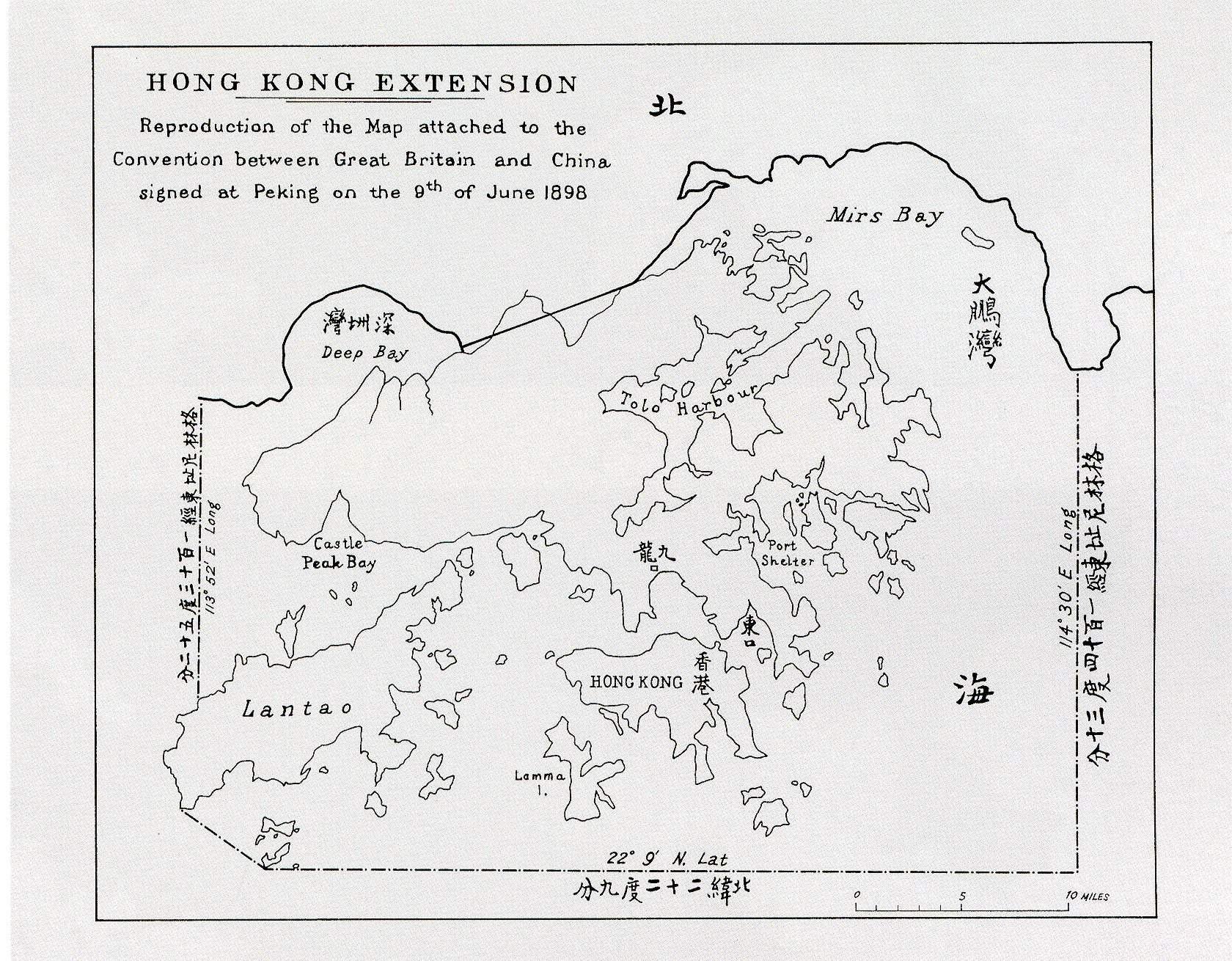
Carte des Nouveaux Territoires et de New Kowloon loués lors de la Convention pour l'extension du territoire de Hong Kong de 1898

L'île de Hong Kong est cédée au Royaume-Uni en 1842 et Kowloon au sud de Boundary Street et Stonecutters Island en 1860. La colonie de Hong Kong attire un grand nombre de Chinois et d'Occidentaux venus chercher fortune dans la ville. La population augmente rapidement et la ville devient surpeuplée. L'apparition de la peste bubonique en 1894 préoccupe le gouvernement de Hong Kong. Il devient nécessaire d'agrandir la colonie pour répondre aux besoins de sa population croissante. La défaite de la dynastie Qing lors de la première guerre sino-japonaise avait montré qu'elle était incapable de se défendre. Victoria City et Victoria Harbour étaient vulnérables à toute force hostile lançant des attaques depuis les collines de Kowloon.
Alarmée par l'empiètement d'autres puissances européennes en Chine, le Royaume-Uni craint également pour la sécurité de Hong Kong. Utilisant la clause de la nation la plus favorisée qu'il avait négociée avec Pékin, le Royaume-Uni exige l'extension de Kowloon pour contrer l'influence de la France dans le sud de la Chine en juin 1898. En juillet, il obtient Weihaiwei (en) dans le Shandong, au nord, comme base d'opérations contre les Allemands à Qingdao (Tsingtao) et les Russes à Port-Arthur. Les fonctionnaires chinois séjournent dans les villes fortifiées de Kowloon City et Weihaiwei.
Le prolongement de Kowloon est appelé les Nouveaux Territoires. La superficie supplémentaire est estimée à 945 km2, soit 12 fois la taille de la colonie hongkongaise préexistante.

### Souveraineté britannique

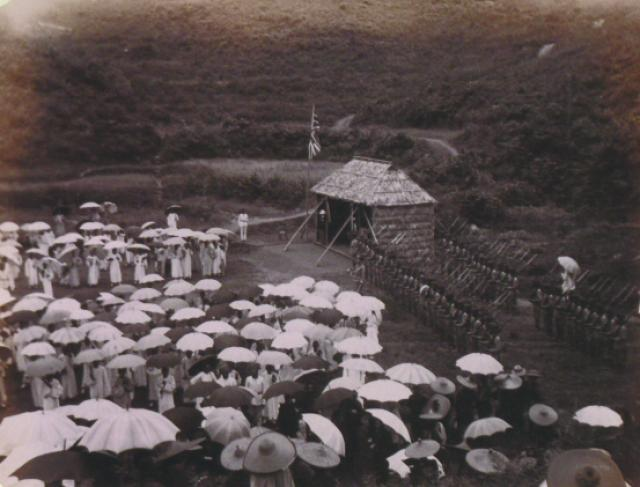
Cérémonie britannique à Tai Po, en 1899, à l'occasion de la prise de contrôle des Nouveaux Territoires

Bien que la Convention ait été signée le 9 juin 1898 et soit entrée en vigueur le 1er juillet, les Britanniques ne prennent pas possession des Nouveaux Territoires immédiatement. Pendant cette période, il n'y a pas de gouverneur de Hong Kong et Wilsone Black (en) fait office d'administrateur. James Stewart Lockhart (en), le secrétaire colonial de Hong Kong, est envoyé d'Angleterre pour effectuer une étude des Nouveaux Territoires avant leur transfert officiel. L'étude révèle que la nouvelle frontière de la rivière Sham Chun (rivière Shenzhen) suggérée par Wilsone Black est loin d'être idéale. Elle exclut la ville de Shenzhen (Sham Chun), et la frontière diviserait la ville. Il n'y a pas de chaîne de montagnes pouvant faire office de frontière naturelle. Lockhart suggère de déplacer la frontière vers la ligne de collines au nord de Shenzhen. Cette suggestion n'est pas accueillie favorablement et le fonctionnaire chinois suggère de déplacer la frontière sur la colline située beaucoup plus au sud de la rivière Sham Chun. En mars 1899, il est décidé que la frontière restera au niveau de la rivière Sham Chun.
Le nouveau gouverneur de Hong Kong Henry Blake arrive en novembre 1898. La date de prise en charge des Nouveaux Territoires est fixée au 17 avril 1899 et Tai Po est choisi comme centre administratif. Cependant, le transfert ne se déroule pas sans heurts, ni de manière pacifique. Avant le transfert, début avril, le capitaine surintendant de la police, Francis Henry May et quelques policiers érigent un mât de drapeau et un quartier général temporaire à Tai Po et affichent la proclamation du gouverneur concernant la date de la prise de contrôle. Craignant pour leurs droits fonciers traditionnels, lors de la Guerre des Six Jours de 1899, un certain nombre de clans tentent de résister aux Britanniques, en mobilisant des milices claniques organisées et armées pour se protéger contre les raids des pirates sur les côtes. Les miliciens tentent une attaque frontale contre le poste de police temporaire de Tai Po, principale base britannique, mais sont repoussés par la force des armes. Une tentative de soulèvement des autochtones est réprimée par les Britanniques près de Lam Tsuen (en), avec plus de 500 Chinois tués, mais s'effondre lorsque l'artillerie britannique est utilisée contre les villages fortifiés. Le village le plus important de la résistance, Kat Hing Wai, du clan Tang (en), est symboliquement désarmé, ses portes principales sont démontées et enlevées. Toutefois, afin de prévenir toute résistance future, les Britanniques font des concessions aux habitants indigènes des Nouveaux Territoires (en) en ce qui concerne l'utilisation des terres, l'héritage des terres et les lois sur le mariage, dont la majorité est restée en place jusque dans les années 1960, lorsque la polygamie est déclarée illégale. Certaines des concessions relatives à l'utilisation des terres et à l'héritage sont toujours en vigueur à Hong Kong et constituent une source de friction entre les habitants indigènes et les autres résidents de Hong Kong.
Lord Lugard est gouverneur de 1907 à 1912 et propose la rétrocession de Weihaiwei (en) au gouvernement chinois, en échange de la cession à perpétuité des Nouveaux Territoires loués. Cette proposition n'est pas accueillie favorablement, mais si elle avait été suivie d'effet, Hong Kong aurait pu rester à jamais entre les mains des Britanniques.
En 1951, les autorités britanniques instaurent le long de la frontière avec la république populaire de Chine (RPC), un no man's land qui est porté en 1962 à sa superficie actuelle de 28 km2 baptisé Frontier Closed Area (FCA), c'est-à-dire « zone frontalière fermée » (constituant aussi une partie du « Rideau de bambou »), principalement destiné à arrêter les flux d'immigrants clandestins venus de la Chine continentale.

### Développement des nouvelles villes
Une grande partie des Nouveaux Territoires était, et est encore dans une certaine mesure, constituée de zones rurales. Les tentatives de modernisation de la région n'ont été pleinement engagées qu'à la fin des années 1970, lorsque de nombreuses villes nouvelles ont été construites pour accueillir la croissance démographique des zones urbanisées de Kowloon et de l'île de Hong Kong. Malgré le développement rapide des villes nouvelles, qui accueillent aujourd'hui une population de plus de 3 millions d'habitants, le gouvernement de Hong Kong limite les zones bâties à quelques secteurs et cherche à préserver la nature (en) sur de grandes parties de la région.

### Transfert de souveraineté à la Chine
À l'approche de la date d'expiration du bail, dans les années 1980, les pourparlers entre le Royaume-Uni et la république populaire de Chine aboutissent à la signature de la déclaration conjointe sino-britannique (1984), qui prévoit la restitution de l'ensemble de Hong Kong, et non plus seulement des Nouveaux Territoires.

## Districts
Les Nouveaux Territoires comprennent neuf districts, chacun ayant son propre conseil de district (en) :
- New Territories East (en)
  - North District
  - Sai Kung
  - Sha Tin
  - Tai Po
- New Territories West (en)
  - Islands District
  - Kwai Tsing (Kwai Chung (en) et île Tsing Yi)
  - Tsuen Wan
  - Tuen Mun
  - Yuen Long

## Population
Selon le recensement de 2011 (en), la population des Nouveaux Territoires s'élève à 3 691 093 habitants, soit 52,2 % de la population totale de Hong Kong. 88,4 % des habitants des Nouveaux Territoires parlent le cantonais comme langue principale. 4,3 % de ses habitants utilisent l'anglais, 1,2 % le mandarin et 3,3 % des habitants parlent un autre dialecte chinois. 95,1 % des habitants sont d'ascendance chinoise. La minorité ethnique la plus importante est celle des Philippins (31,5 %), suivie par les Indonésiens (26,2 %), les Sud-Asiatiques (en) (14,5 %), les Métis (11,2 %) et les Blancs (10 %).

## New Kowloon
New Kowloon couvre la totalité des districts de Wong Tai Sin et de Kwun Tong, ainsi que la partie continentale du district de Sham Shui Po (à l'exclusion de Stonecutters Island) et la partie nord du district de Kowloon City (partie située au nord de Boundary Street/Prince Edward Road West, ainsi que les zones assainies, y compris l'aéroport de Kai Tak).